# A. J. Foyt IV

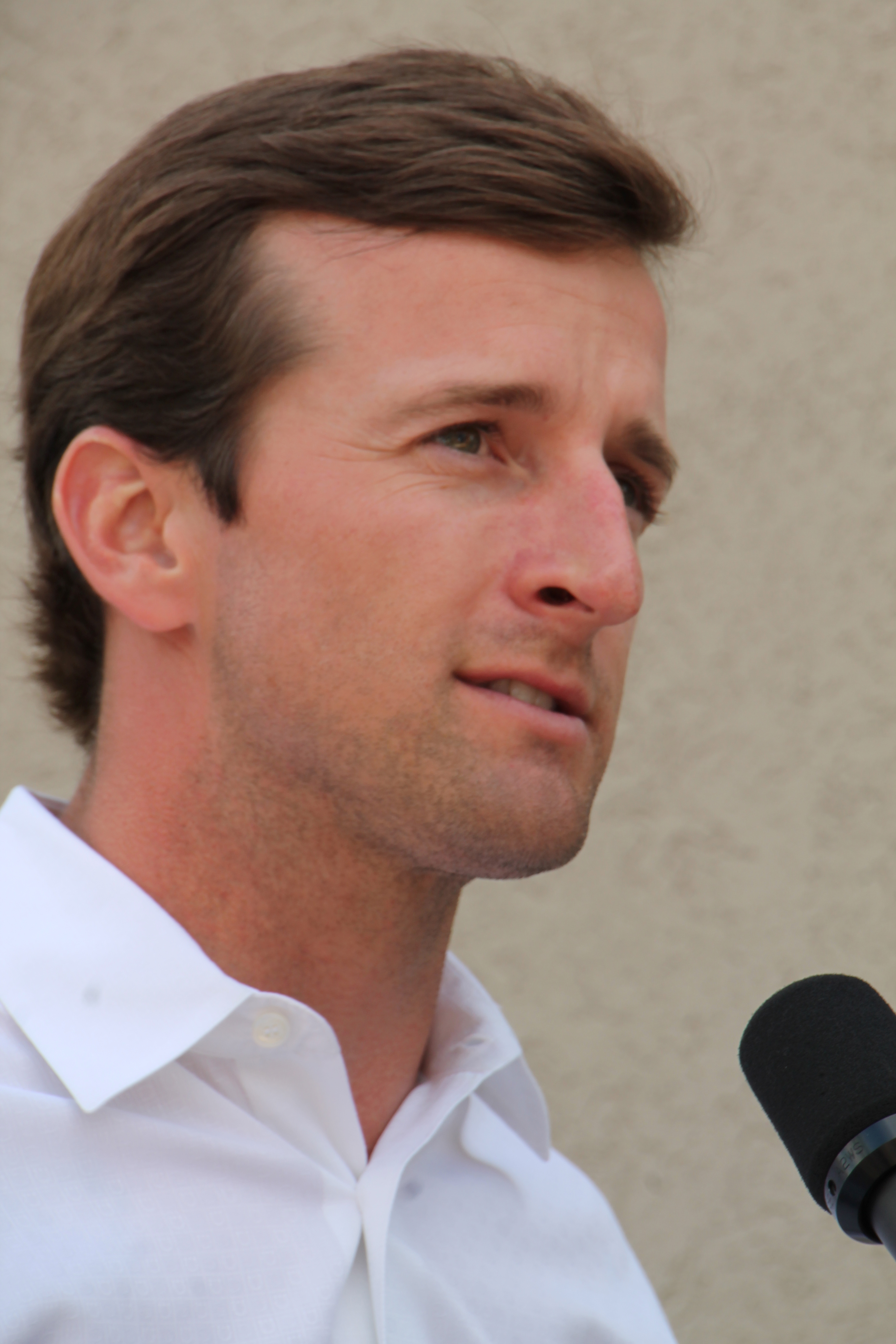
A. J. Foyt IV 2015

Anthony Joseph A. J. Foyt IV (* 25. Mai 1984 in Louisville (Kentucky)) ist ein zurzeit pausierender US-amerikanischer Automobilrennfahrer, der von 2003 bis 2010 in der IndyCar Series gefahren ist. Er ist der Enkel der US-Motorsportlegende A. J. Foyt.

## Karriere
Seinen ersten Auftritt in der IndyCar Series hatte Foyt 2003 für das Team A. J. Foyt Enterprises seines Großvaters. An seinem 19. Geburtstag bestritt er das Indy 500 2003, womit er der jüngste Fahrer war, der jemals dort angetreten ist. Bis Ende der Saison 2005 blieben größere Erfolge aus. In der Meisterschaft erreichte er Positionen um Platz 20, was ihm den Ruf einbrachte, ausschließlich wegen seines Namens in dem Auto des Teams zu sitzen. Für die beiden Straßenkursrennen auf dem Infineon Raceway und in Watkins Glen wurde er durch Jeff Bucknum ersetzt.
Bereits Ende 2005 versuchte er sich mit ähnlich bescheidenem Erfolg in der NASCAR Busch Series. Da sein Team Anfang 2006 mit einem anderen fusionierte und in diesem Zuge von Dodge auf Chevrolet wechselte, ergab sich ein neues Problem: Foyt hatte einen Vertrag direkt mit Dodge. Ein Versuch, sich für ein anderes Team zu qualifizieren, scheiterte. Seit 2006 hat Foyt daher kein NASCAR-Rennen mehr bestritten.
Beim IndyCar-Saisonfinale 2006 auf dem Chicagoland Speedway ergab sich eine Gelegenheit, in die IndyCar Series zurückzukehren. Dario Franchitti hatte sich verletzt, sodass A. J. Foyt IV als Ersatzfahrer für Andretti Green Racing einsprang und das Rennen als 14. beendete. In den Saisons 2007 und 2008 fuhr er in der IndyCar Series für das Team Vision Racing, wo er seine beiden besten Ergebnisse erzielte: den dritten Platz auf dem Kentucky Speedway 2007 und den fünften bei dem wegen Regen abgebrochenen Rennen auf dem Iowa Speedway 2008.
2009 nahm er lediglich an zwei IndyCar-Veranstaltungen teil, dem Indianapolis 500 und dem Rennen auf dem Texas Motor Speedway. Im Jahr darauf war er einzig für das Indy 500 gemeldet, stieg aber aus, nachdem er am Pole Day nicht unter die besten 24 kam, woraufhin Jaques Lazier seinen Platz einnahm.
Foyt ist seit 2009 verheiratet mit Casey Irsay, der Tochter des verstorbenen Besitzers des NFL-Football-Teams Indianapolis Colts, Jim Irsay. Seit 2010 ruht seine Motorsport-Karriere, er arbeitet stattdessen als Scouting-Assistent für die Colts.

## Statistik

### IndyCar-Statistik
| Jahr | Team                   | 1       | 2       | 3         | 4         | 5        | 6          | 7       | 8       | 9      | 10      | 11      | 12       | 13       | 14      | 15      | 16      | 17      | 18     | 19       | Rang | Punkte |
| ---- | ---------------------- | ------- | ------- | --------- | --------- | -------- | ---------- | ------- | ------- | ------ | ------- | ------- | -------- | -------- | ------- | ------- | ------- | ------- | ------ | -------- | ---- | ------ |
| 2003 | Foyt                   | HMS 17  | PHX Ret | MOT Ret   | INDY 18   | TXS Ret  | PPIR Ret   | RIR Ret | KAN Ret | NSH 17 | MIS Ret | STL Ret | KTY 17   | NZR 11   | CHI 17  | FON 17  | TX2 Ret |         |        |          | 21.  | 198    |
| 2004 | Foyt                   | HMS 15  | PHX 14  | MOT 15    | INDY Ret  | TXS Ret  | RIR 11     | KAN 13  | NSH 16  | MIL 16 | MIS 15  | KTY 18  | PPIR Ret | NZR 15   | CHI Ret | FON Ret | TX2 10  |         |        |          | 18.  | 232    |
| 2005 | Foyt                   | HMS 9   | PHX 14  | STP Ret   | MOT 14    | INDY Ret | TXS 18     | RIR 14  | KAN 16  | NSH 12 | MIL Ret | MIS 12  | KTY 9    | PPIR Ret | SNM DNP | CHI 11  | WGL DNP | FON Ret |        |          | 20.  | 231    |
| 2006 | Andretti-Green         | HMS     | STP     | MOT       | INDY      | WGL      | TXS        | RIR     | KAN     | NSH    | MIL     | MIS     | KTY      | SNM      | CHI 14  |         |         |         |        |          | 27.  | 16     |
| 2007 | Vision                 | HMS Ret | STP 13  | MOT 13    | KAN 9     | INDY 14  | MIL 13     | TXS Ret | IOW Ret | RIR 13 | WGL 15  | NSH 12  | MDO 13   | MIS Ret  | KTY 3   | SNM Ret | DET Ret | CHI 10  |        |          | 14.  | 315    |
| 2008 | Vision                 | HMS 9   | STP 11  | MOT 1 Ret | LBH 1 DNP | KAN 8    | INDY 21    | MIL 17  | TXS 12  | IOW 5  | RIR Ret | WGL Ret | NSH Ret  | MDO 18   | EDM 12  | KTY Ret | SNM 20  | DET 10  | CHI 13 | SRF 2 17 | 19.  | 280    |
| 2009 | A. J. Foyt Enterprises | STP     | LBH     | KAN       | INDY 16   | MIL      | TXS Ret    | IOW     | RIR     | WGL    | TOR     | EDM     | KTY      | MDO      | SNM     | CHI     | MOT     | HMS     |        |          | 33.  | 26     |
| 2010 | A. J. Foyt Enterprises | SAO     | STP     | ALA       | LBH       | KAN      | INDY Wth 3 | TXS     | IOW     | WGL    | TOR     | EDM     | MDO      | SNM      | CHI     | KTY     | MOT     | HMS     |        |          | NC   | –      |